# Thomas I van Savoye
Thomas I van Savoye (rond 1180 - 1233), was de enige zoon van graaf Humbert III van Savoye en Beatrix van Bourgondië. Hij volgde zijn vader op als graaf van Savoye in 1189. Hij steunde Filips van Zwaben en stond aan de zijde van de Ghibellijnen. Van Filips van Zwaben kreeg hij in Vaud het leen van Moudon en in Piëmont de lenen van Chieri en Testona.
Thomas was in 1196 gehuwd met Beatrix van Genève, dochter van graaf Willem I van Genève, en had volgende kinderen:
- Amadeus IV van Savoye (1197-1253), opvolger
- Humbert, graaf van Chillon (1198-1223)
- Thomas van Savoye (1199-1259), regent graaf van Savoye (1253-1259) voor Bonifatius van Savoye zoon van Amadeus IV
- Aymon I (-1238), graaf van Romon
- Willem van Savoye(-1239), prins-bisschop van Luik
- Amadeus (-1268), bisschop van Maurienne
- Peter II van Savoye (1203-1268), houder van de 'honour of Richmond', en later betwist graaf van Savoye (1263-1268)
- Beatrix van Savoye (1205-1266), in 1220 gehuwd met Raymond Berengarius V van Provence (1198-1245), moeder van 3 koninginnen-gemalinnen
- Filips I van Savoye (1207-1285), aartsbisschop van Lyon en later graaf van Savoye (1268-1285)
- Margaretha (1212-1273), gehuwd met graaf Hartmann IV van Kyburg (-1264)
- Avita (1215-1292)
- Bonifatius van Savoye (1217-1270), aartsbisschop van Canterbury
- Agatha, abdis van Saint-Pierre in Lyon (-1245)
- Alix, abdis van Saint-Pierre in Lyon (-1250)

## Voorouders
| Voorouders van Thomas I van Savoye (1180-1233) | Voorouders van Thomas I van Savoye (1180-1233)                        | Voorouders van Thomas I van Savoye (1180-1233)                        | Voorouders van Thomas I van Savoye (1180-1233)                      | Voorouders van Thomas I van Savoye (1180-1233)                      | Voorouders van Thomas I van Savoye (1180-1233)                   | Voorouders van Thomas I van Savoye (1180-1233)                   | Voorouders van Thomas I van Savoye (1180-1233)             | Voorouders van Thomas I van Savoye (1180-1233)             |
| ---------------------------------------------- | --------------------------------------------------------------------- | --------------------------------------------------------------------- | ------------------------------------------------------------------- | ------------------------------------------------------------------- | ---------------------------------------------------------------- | ---------------------------------------------------------------- | ---------------------------------------------------------- | ---------------------------------------------------------- |
| Overgrootouders                                | Humbert II van Savoye (1072-1103) ∞ Gisela van Bourgondië (1075-1133) | Humbert II van Savoye (1072-1103) ∞ Gisela van Bourgondië (1075-1133) | Guido III van Grenoble (1050/60-1133) ∞ Mathilde .. (–)             | Guido III van Grenoble (1050/60-1133) ∞ Mathilde .. (–)             | Willem III van Mâcon (-1156) ∞ Pontia of Adelheid van Traves (–) | Willem III van Mâcon (-1156) ∞ Pontia of Adelheid van Traves (–) | Gaucher III van Salin (1088-1175) ∞ Alix.. (-)             | Gaucher III van Salin (1088-1175) ∞ Alix.. (-)             |
| Grootouders                                    | Amadeus III van Savoye (1094-1148) ∞ Mathilde van Albon (1112-1148)   | Amadeus III van Savoye (1094-1148) ∞ Mathilde van Albon (1112-1148)   | Amadeus III van Savoye (1094-1148) ∞ Mathilde van Albon (1112-1148) | Amadeus III van Savoye (1094-1148) ∞ Mathilde van Albon (1112-1148) | Gerald I van Mâcon (-1184) ∞ Maurette van Salins (–)             | Gerald I van Mâcon (-1184) ∞ Maurette van Salins (–)             | Gerald I van Mâcon (-1184) ∞ Maurette van Salins (–)       | Gerald I van Mâcon (-1184) ∞ Maurette van Salins (–)       |
| Ouders                                         | Humbert III van Savoye (1136-1189) ∞ Beatrix van Mâcon (-)            | Humbert III van Savoye (1136-1189) ∞ Beatrix van Mâcon (-)            | Humbert III van Savoye (1136-1189) ∞ Beatrix van Mâcon (-)          | Humbert III van Savoye (1136-1189) ∞ Beatrix van Mâcon (-)          | Humbert III van Savoye (1136-1189) ∞ Beatrix van Mâcon (-)       | Humbert III van Savoye (1136-1189) ∞ Beatrix van Mâcon (-)       | Humbert III van Savoye (1136-1189) ∞ Beatrix van Mâcon (-) | Humbert III van Savoye (1136-1189) ∞ Beatrix van Mâcon (-) |